# Verwall
Verwall là một rặng núi thuộc rặng Alpes orientales centrales, dãy núi Alpes. Rặng Verwall nằm ở ranh giới các bang Tyrol và Vorarlberg của Áo. Rặng núi này được đặt theo tên thung lũng Verwalltal, và được bao quanh bởi các rặng Lechquellen, Alpes de Lechtal ở phía bắc; rặng Samnaun ở phía đông, rặng Silvretta ở phía nam và rặng Rätikon ở phía tây.

## Các ngọn núi chính
- Hoher Riffler, 3.168 m
- Kuchenspitze, 3.148 m
- Küchlspitze, 3.147 m
- Blankahorn, 3.129 m
- Seeköpfe, 3.061 m
- Patteriol, 3.056 m
- Saumspitze, 3.039 m
- Kleiner Riffler, 3.014 m
- Fatlarspitze, 2.986 m
- Scheibler, 2.978 m
- Madaunspitze, 2.961 m
- Karkopf, 2.948 m
- Pflunspitze, 2.912 m
- Madleinköpfe, 2.907 m
- Kaltenberg, 2.896 m
- Schrottenkopf, 2.890 m
- Rugglespitze, 2.809 m
- Fädnerspitze, 2.788 m
- Madererspitze, 2.769 m
- Beilstein, 2.749 m
- Valschavielkopf, 2.696 m
- Reutlinger Turm, 2.606 m
- Stritkopf, 2.604 m
- Hochjoch, 2.520 m

## Các trạm thể thao mùa đông
- Kappl
- Klösterle
- Sankt Anton am Arlberg
- Schruns